# جيم ستاماتيس
جيم ستاماتيس (بالإنجليزية: Jim Stamatis)‏ هو لاعب كرة قدم ومدرب كرة قدم أمريكي في مركز الهجوم، ولد في 28 فبراير 1958. لعب مع نادي غوادالاخارا.